# Feuillères
Feuillères és un municipi francès situat al departament del Somme i a la regió dels Alts de França. L'any 2007 tenia 140 habitants.

## Demografia

### Població
El 2007 la població de fet de Feuillères era de 140 persones. Hi havia 48 famílies de les quals 12 eren unipersonals (8 homes vivint sols i 4 dones vivint soles), 12 parelles sense fills i 24 parelles amb fills.
La població ha evolucionat segons el següent gràfic:
Habitants censats

### Habitatges

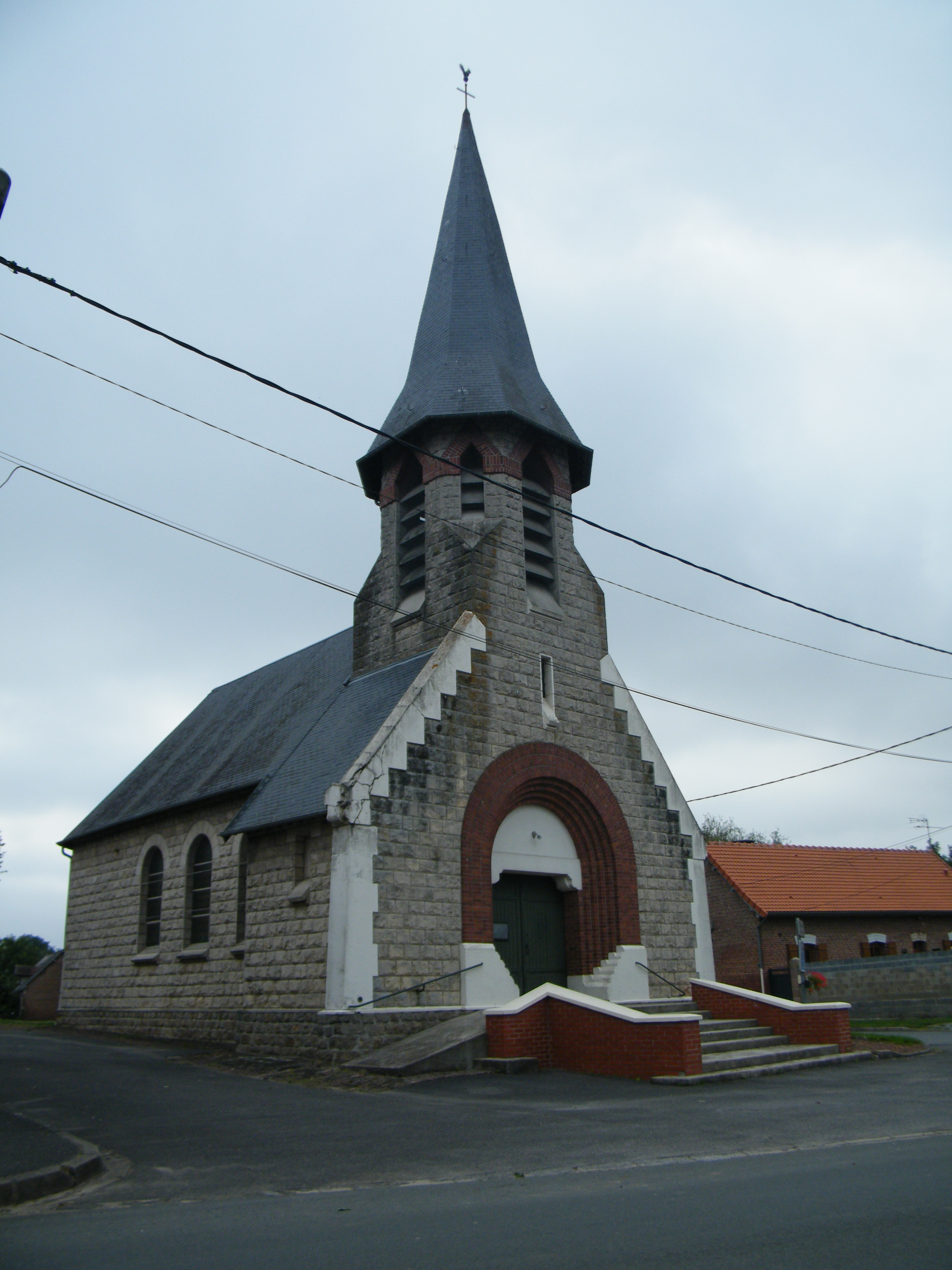

El 2007 hi havia 65 habitatges, 52 eren l'habitatge principal de la família, 8 eren segones residències i 5 estaven desocupats. Tots els 65 habitatges eren cases. Dels 52 habitatges principals, 40 estaven ocupats pels seus propietaris i 12 estaven llogats i ocupats pels llogaters; 1 tenia dues cambres, 8 en tenien tres, 15 en tenien quatre i 28 en tenien cinc o més. 45 habitatges disposaven pel capbaix d'una plaça de pàrquing. A 22 habitatges hi havia un automòbil i a 24 n'hi havia dos o més.

### Piràmide de població
La piràmide de població per edats i sexe el 2009 era:
| Homes | Edats   | Dones |
| ----- | ------- | ----- |
| 0     | 95 o +  | 0     |
| 0     | 90 a 94 | 0     |
| 4     | 85 a 89 | 0     |
| 0     | 80 a 84 | 0     |
| 0     | 75 a 79 | 8     |
| 8     | 70 a 74 | 0     |
| 4     | 65 a 69 | 0     |
| 4     | 60 a 64 | 4     |
| 0     | 55 a 59 | 4     |
| 8     | 50 a 54 | 0     |
| 0     | 45 a 49 | 0     |
| 12    | 40 a 44 | 12    |
| 4     | 35 a 39 | 8     |
| 8     | 30 a 34 | 4     |
| 4     | 25 a 29 | 12    |
| 4     | 20 a 24 | 4     |
| 0     | 15 a 19 | 0     |
| 4     | 10 a 14 | 4     |
| 12    | 5 a 9   | 12    |
| 8     | 0 a 4   | 0     |

## Economia

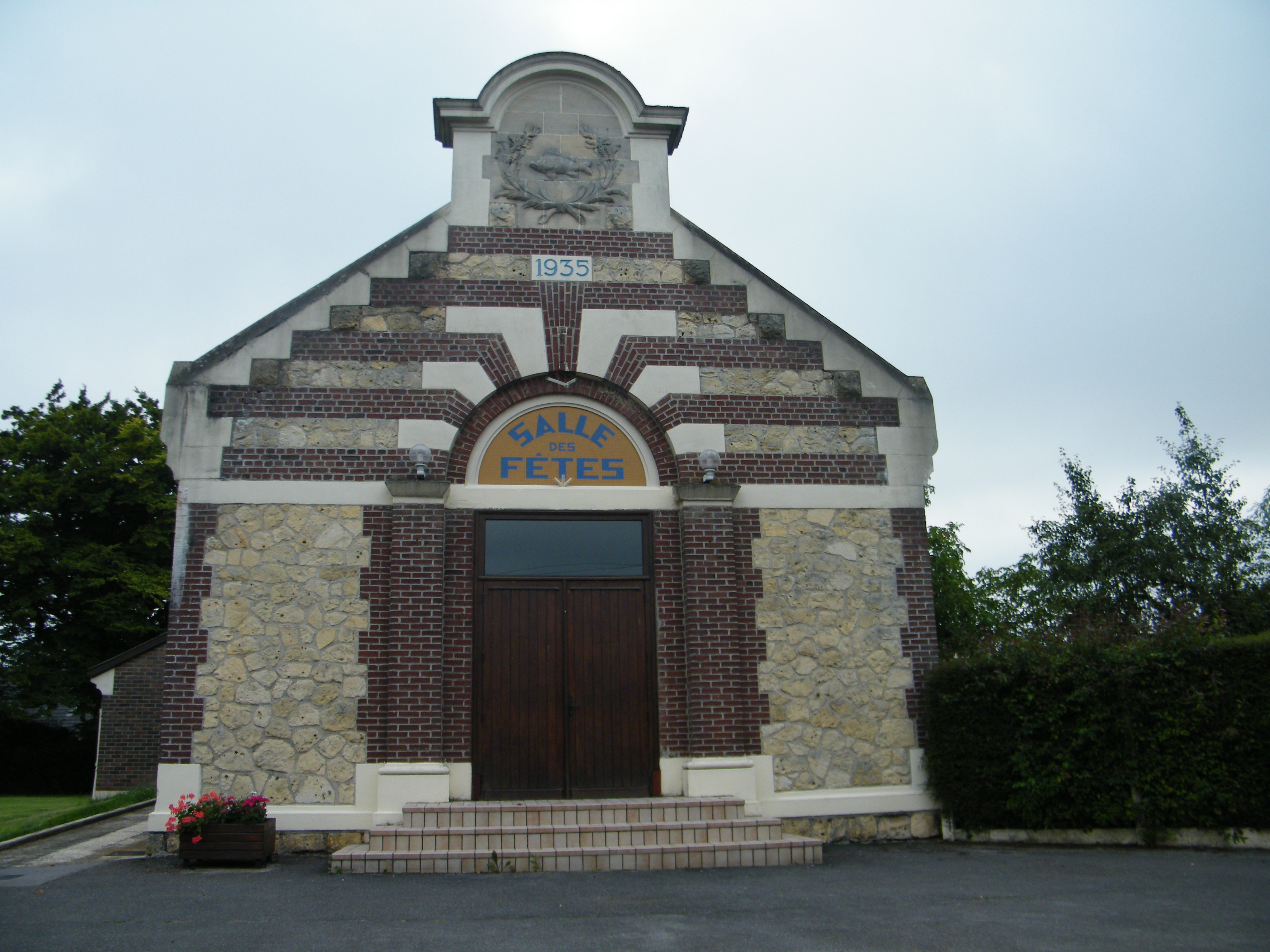

El 2007 la població en edat de treballar era de 89 persones, 70 eren actives i 19 eren inactives. De les 70 persones actives 60 estaven ocupades (32 homes i 28 dones) i 10 estaven aturades (5 homes i 5 dones). De les 19 persones inactives 4 estaven jubilades, 5 estaven estudiant i 10 estaven classificades com a «altres inactius».

### Ingressos

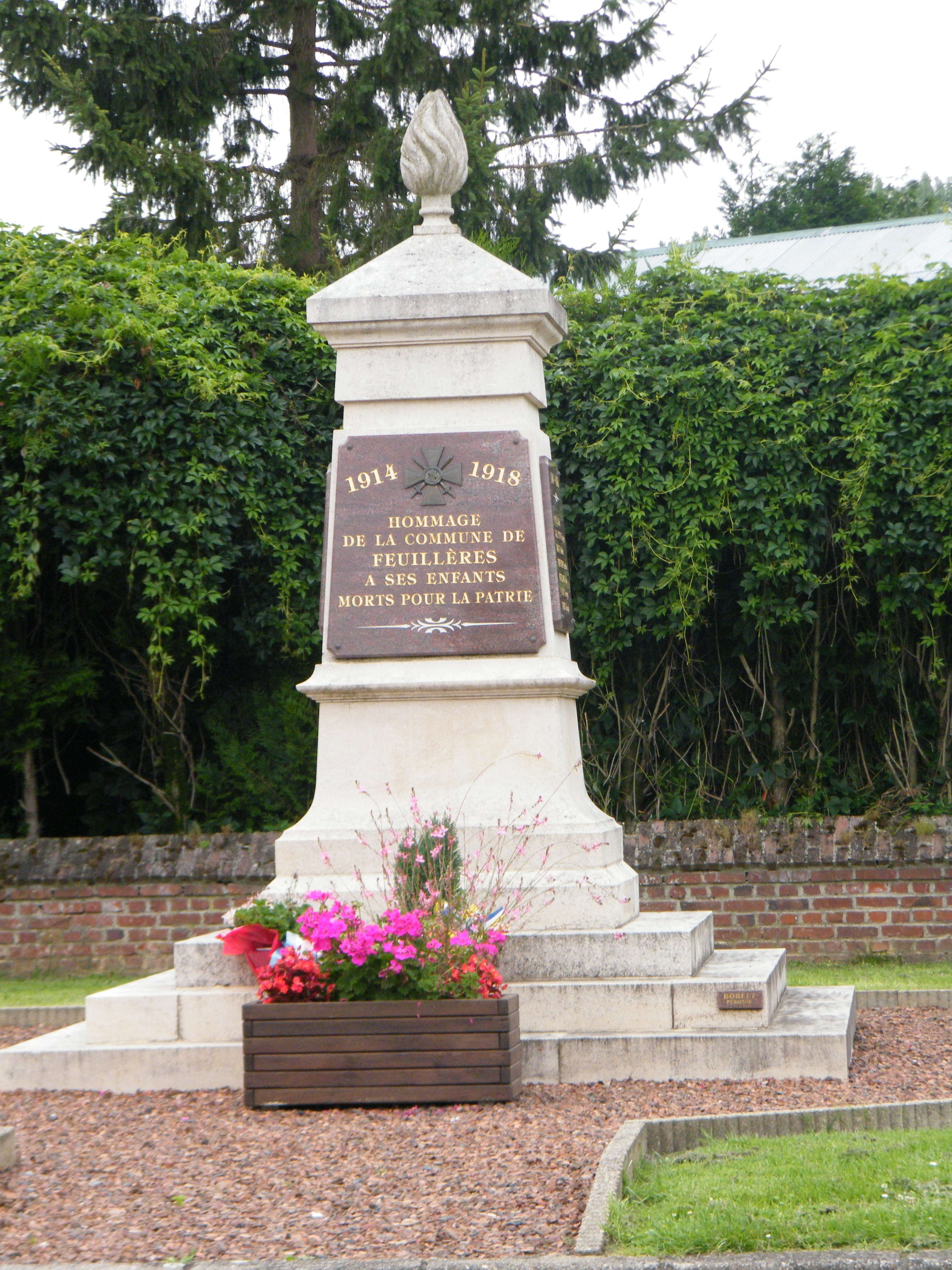

El 2009 a Feuillères hi havia 56 unitats fiscals que integraven 137 persones, la mediana anual d'ingressos fiscals per persona era de 16.819 €.

### Activitats econòmiques
Dels 4 establiments que hi havia el 2007, 1 era d'una empresa de transport i 3 d'empreses d'hostatgeria i restauració.

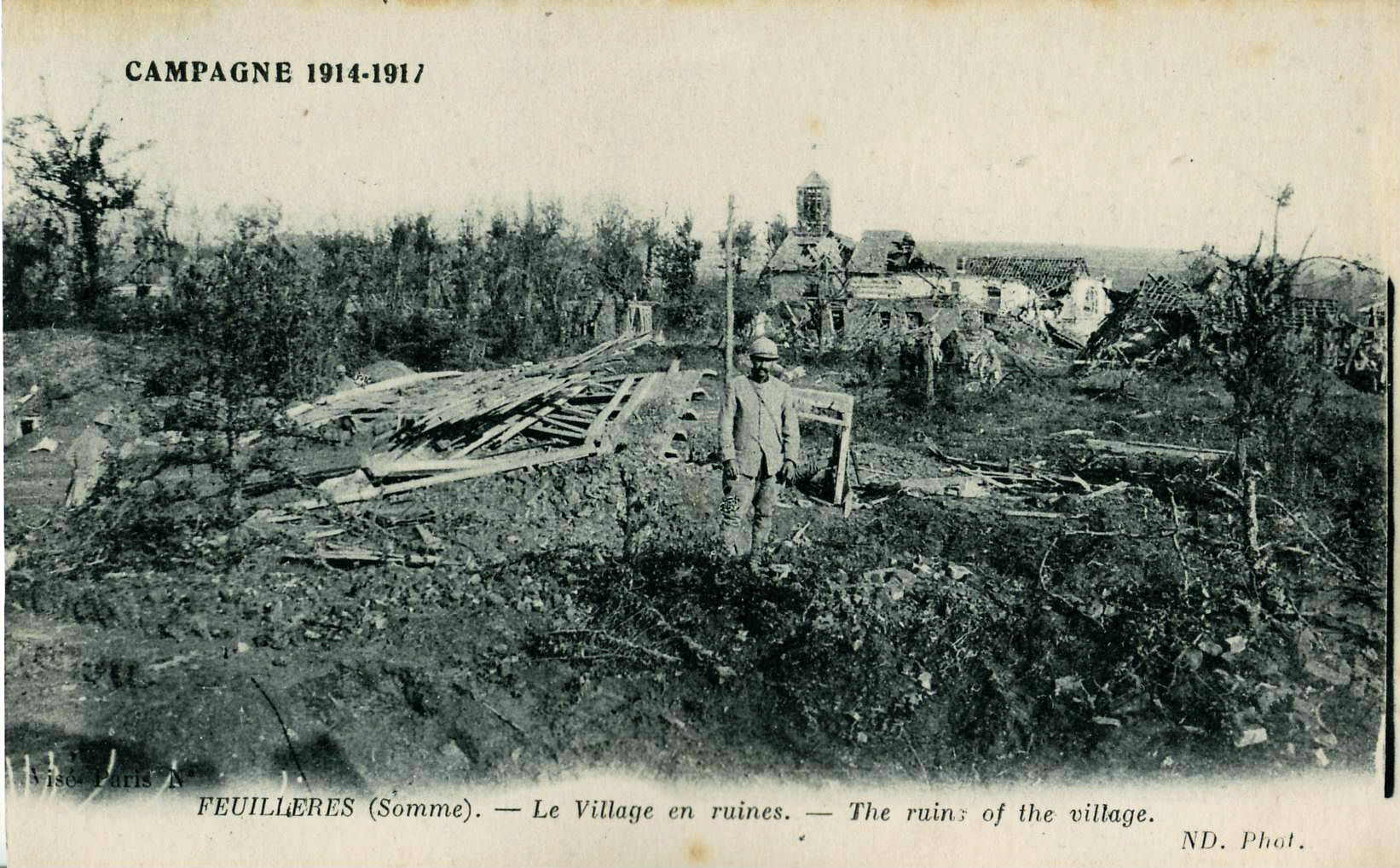

L'any 2000 a Feuillères hi havia 5 explotacions agrícoles que ocupaven un total de 710 hectàrees.

## Poblacions més properes

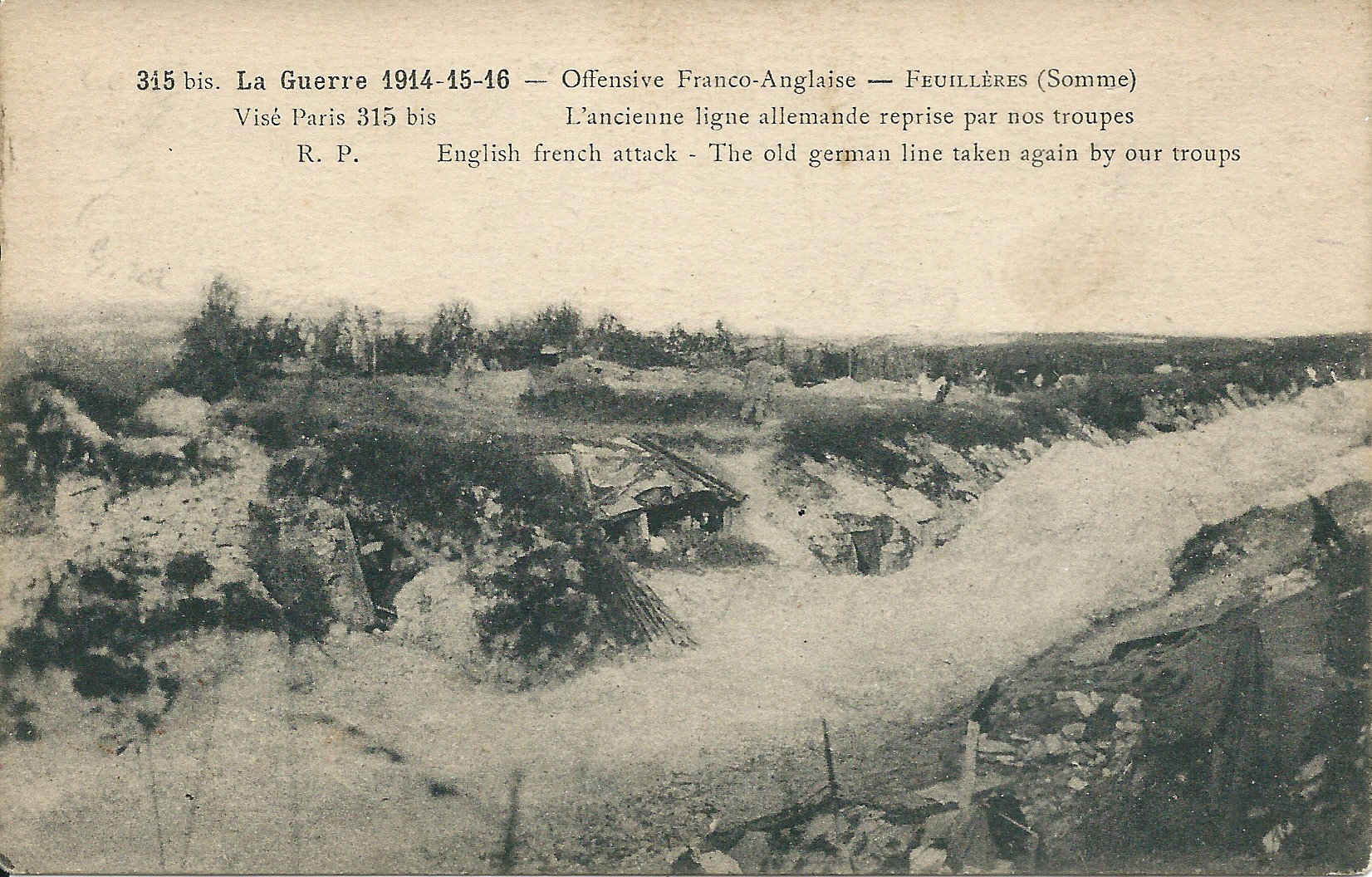

El següent diagrama mostra les poblacions més properes.